# Dorcadion karsense
Dorcadion karsense är en skalbaggsart som beskrevs av Suvorov 1916. Dorcadion karsense ingår i släktet Dorcadion och familjen långhorningar. Inga underarter finns listade i Catalogue of Life.